# مترابطة أسطوانية البذور
زيغنيما أسطوانية البذور (الاسم العلمي: Zygnema cylindrospermum) هو نوع من الطحالب الخضراء يتبع جنس الزيغنيما من فصيلة الزيغنيمية.